# ThyssenKrupp Marine Systems
ThyssenKrupp Marine Systems GmbH (TKMS) è il principale gruppo industriale europeo nella costruzione di sottomarini e navi militari. L'impresa attualmente impiega, secondo i propri dati, 3700 collaboratori e ha un volume di fatturato di circa 1,2 miliardi di euro.

## Storia
TKMS AG è stata fondata il 5 gennaio 2005 dalla fusione de ThyssenKrupp Werften, del gruppo ThyssenKrupp, con Howaldtswerke-Deutsche Werft, che deteneva il cantiere di Kiel, il cantiere svedese di Kochums, ceduto nel 2014 alla Saab e il cantiere greco di Skaramangas.
Il gruppo comprende anche i cantieri Blohm + Voss e Nordseewerke.
Dal 2005 al dicembre 2008, ThyssenKrupp deteneva il 75% delle azioni e la maggioranza azionaria, mentre il fondo di private equity deteneva una quota del 25% rilevata nel gennaio 2009 da ThyssenKrupp diventato in quel momento l'unico azionista. Nel frattempo, TKMS si è trasformata da società per azioni a società a responsabilità limitata all'interno del gruppo industriale ThyssenKrupp.

## Attività
ThyssenKrupp Marine Systems è in particolare leader mondiale nella costruzione di sottomarini convenzionali, dominio acquisito a partire dagli anni settanta con la realizzazione sei sottomarini Type 209, venduti in 69 esemplari a 14 marine di tutto il mondo, che dopo la fine della seconda guerra mondiale sono stati i sottomarini convenzionali più venduti al mondo. Tuttavia tra il 2000 il 2014, TKMS ha perso quote di questo mercato, avendo perso due storici clienti, coma la Marina Indiana nel 2005 e la Marina brasiliana nel 2009 e nel 2016 non è riuscita a siglare un accordo con la Marina australiana, altro suo tradizionale cliente, perdendo questi mercati a favore dei francesi di DCNS.
Tra i clienti di TKMS oltre alla Marina tedesca, ci sono la Marina del Sudafrica, dell'Australia, della Colombia, della Corea del Sud), della Grecia, di Israele, del Portogallo, del Pakistan, della Svezia, della Turchia.
Tra i progetti TKMS le fregate F124, F125 e MEKO, le corvette K130 e Visby, i sottomarini type 209, type 212, type 214, Gotland e Dolphin I e II serie quest'ultimi unicamente realizzati per la Marina Israeliana.